# Martin Schmidt
Martin Schmidt (Naters, 12 aprile 1967) è un dirigente sportivo e allenatore di calcio svizzero, direttore sportivo del Magonza.